# Inginerie de piață
Ingineria de piață este o procedură structurată, sistematică și fondată teoretic de analiză, proiectare, introducere și asigurare calitativă a piețelor precum și a cadrului legal al acestora, privind simultan mecanismele de piață și regulile de tranzacționare, sistemele, platformele, mediile și modelele de afacere ale acestora. În acest context, termenul piață desemnează un set de reguli care definesc schimbul de informații dintre participanți pentru a efectua tranzacții la costuri minimizate.
Ingineria de piață împrumută concepte și metode din economie, în special teoria jocurilor, și proiectarea mecanismelor, dar și din finanțarea privată, informatică pentru afaceri și cercetare operațională. Se aplică în special în contextul platformelor de comerț electronic.

## Cadru
Cadrul ingineriei de piață ia în considerare diversele aspecte ale acesteia. Diagrama cadru a ingineriei de piață prezintă blocurile fundamentale care formează cadrul. Cadrul este operațional în mediul economic și legal în care este situat. Aceasta afectează operațiile tuturor celorlalte porțiuni ale cadrului. Obiectul tranzacției reprezintă interfața dintre operatorii din piață și componentele individuale ale pieței (microstructura pieței, infrastructura IT și de afaceri) (Weinhardt et al. 2003, Neumann 2004).

## Proces
Abordarea ingineriei de piață este structurată prin intermediul unui proces prezentat în diagrama procesului de inginerie de piață. Luând în considerare obiectivele noilor piețe electronice, în prima etapă sunt deduse cerințele pentru noua piață electronică. Ulterior, noua piață este proiectată ținând cont simultan de obiectul tranzacției, microstructura pieței, infrastructura IT și modelul de afacere. În a treia etapă, mecanismul este testat în privința proprietăților sale tehnice, economice și de afacere. Dacă este necesar, există o iterație între proiectare și evaluarea pieței pentru a se asigura îndeplinirea cerințelor. În a patra etapă, proiectul bine evaluat este realizat și implementat sub forma unui sistem software. În final, platforma pieței este introdusă. În oricare etapă a procesului de inginerie de piață se ia o decizie privind trecerea la pasul următor sau repetarea unuia anterior.

### Analiza mediului
Obiectivul analizei mediului este formalizarea strategiilor și obiectivelor unei noi piețe electronice. Etapa constă din două faze: definiția mediului și analiza cerințelor. Scopul definiției mediului este caracterizarea mediului economic al pieței pentru care se va realiza ingineria. Această fază cuprinde colectarea și analiza potențialelor obiecte ale tranzacțiilor, segmentelor de piață, și agenților care pot interacționa pe un anumit segment. Pe baza acestei analize, sunt identificate și evaluate comparativ segmentele potențiale de piață pentru tranzacționarea acestor resurse. După selectarea unei piețe țintă, sunt determinate informațiile despre potențialii agenți. Piața țintă relevă mediul economic pentru care este intenționată piața. Analiza cerințelor constă într-o determinare serioasă a acestor nevoi privind problema alocării resurselor și constrângerile din partea mediului. Pe baza analizei cerințelor, inginerul de piață decide dacă este necesar un mecanism complet nou sau poate fi reutilizat și adaptat unul deja existent pentru problema țintă. Decizia este de obicei bazată pe analiza literaturii, sondajelor, o analiză SWOT, și interviuri cu viitorii participanți în piață. Ieșirea etapei 1 este o listă cu toate cerințele.

### Proiectare
A doua etapă a procesului cuprinde proiectul pieței luând în considerare simultan obiectul tranzacției, microstructura pieței, infrastructura IT și modelul de afacere. Bazat pe diverse instrumente și metodologii precum proiectarea mecanismelor și parametrică, mecanismul pieței este dedus ca o funcție de alocare și plată.

### Evaluare
După proiectarea pieței, aceasta este testată în privința proprietăților sale tehnice și economice. Etapa de evaluare cuprinde teste funcționale ale unui prototip software pentru a i se asigura funcționarea corectă, teste economice pentru a măsura performanța rezultată a pieței, și o evaluare a modelului de afacere. Testele funcționale sunt efectuate pentru a se asigura că sistemul prototip funcționează conform specificațiilor proiectate. Cu alte cuvinte, aceste teste asigură că sistemul reflectă corect regulile instituționale. Obiectivul testelor economice este de a evalua dacă piața electronică atinge sau nu rezultatul economic dorit. Această fază este bazată pe metode de evaluare analitice și experimentale. Metodele experimentale constau din experimente de laborator, simulări numerice, sau simulări pe bază de agent.

### Implementare
În această etapă, proiectul bine evaluat este realizat și implementat sub forma unui sistem software. Sistemul pieței poate fi implementat ca nou sau prototipul elaborat în etapa de evaluare poate fi îmbunătățit printr-un proces evoluționar. 

### Introducere
În ultima etapă a procesului, piața electronică este introdusă. Introducerea pieței electronice inițiază ciclul operațional al acesteia.

## Literatură
- Neumann, D. (2004). Ingineria de piață - un proces de proiectare structurat pentru piețe electronice. Fakultät für Wirtschaftswissenschaften. Karlsruhe, Universität Karlsruhe (TH).
- Alvin E. Roth (2000). Teoria jocurilor ca instrument pentru proiectarea piețelor. Practica jocului: contribuții din teoria jocurilor aplicate. F. Patrone, I. Garcia-Jurado and S. Tijs. Dordrecht, Kluwer: 7-18.